# 山梨県道9号市川三郷身延線
山梨県道9号市川三郷身延線（やまなしけんどう9ごう いちかわみさとみのぶせん）は、山梨県西八代郡市川三郷町から山梨県南巨摩郡身延町梅平の国道52号に至る県道（主要地方道）である。

## 概要
かつては「市川大門身延線」であったが、2005年（平成17年）10月1日に市川大門町が合併により市川三郷町となったことに伴い、路線名が現在の市川三郷身延線に変更された。

### 路線データ
- 起点：山梨県西八代郡市川三郷町（黒沢交差点、山梨県道4号市川三郷富士川線交点）
- 終点：山梨県南巨摩郡身延町梅平（身延立体北交差点、国道52号交点）
- 総距離:23.195 km

## 歴史
- 1993年（平成5年）5月11日 - 建設省から、県道市川大門下部身延線が市川大門下部身延線として主要地方道に指定される[1]。

## 路線状況

### 重複区間
- 山梨県道403号甲斐岩間停車場西島線（西八代郡市川三郷町岩間・甲斐岩間駅入口交差点 - 岩間交差点間）
- 山梨県道43号六郷インター線（西八代郡市川三郷町岩間 - 西八代郡市川三郷町鴨狩津向）
- 国道300号（南巨摩郡身延町北川 - 南巨摩郡身延町波高島）

## 地理

### 通過する自治体
- 西八代郡市川三郷町
- 南巨摩郡身延町

### 交差する道路

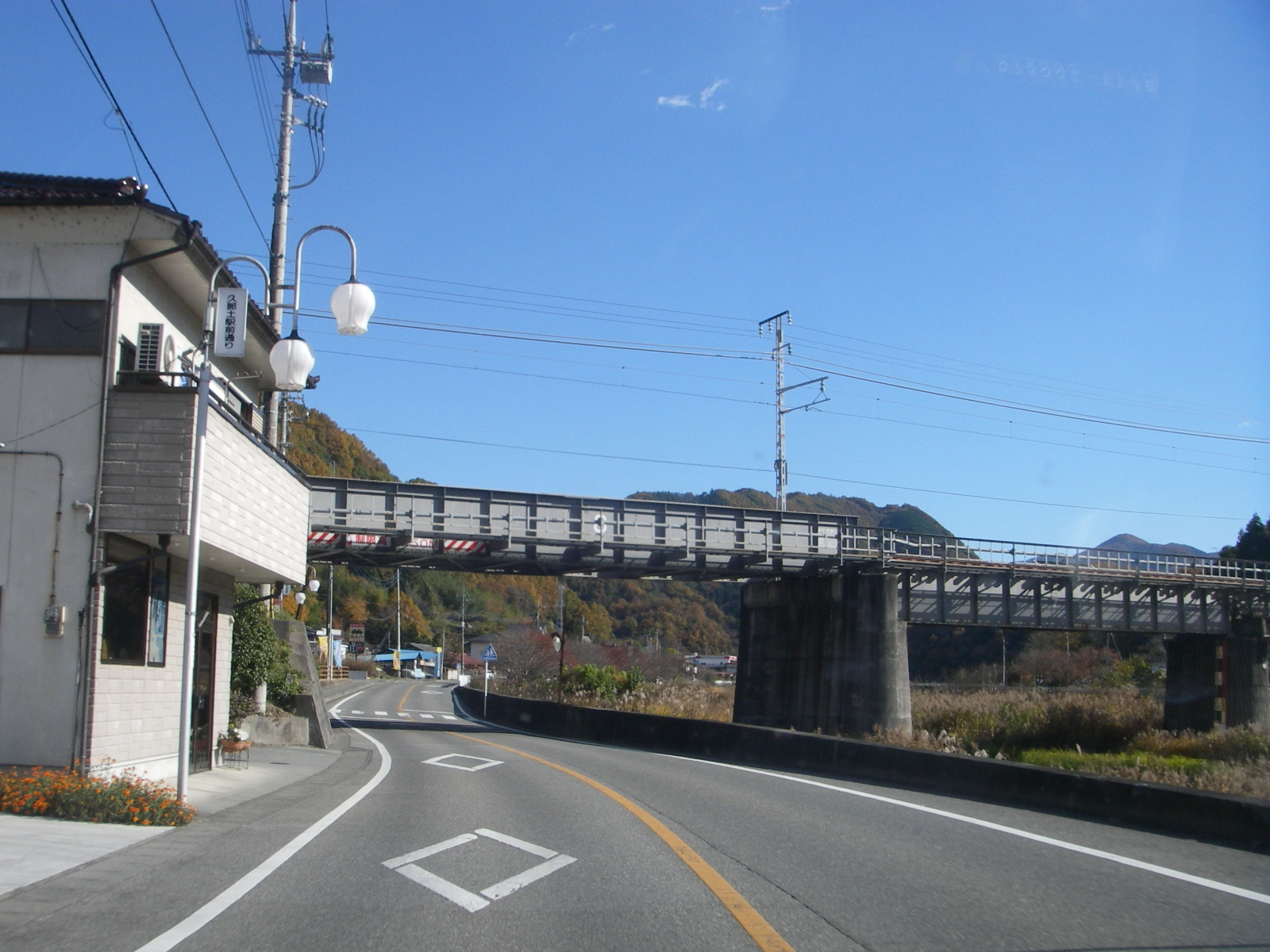
山梨県道9号市川三郷身延線とJR東海身延線高架（山梨県南巨摩郡身延町三澤、久那土駅前）。

- 山梨県道4号市川三郷富士川線（西八代郡市川三郷町黒沢・黒沢交差点、起点）
- 山梨県道402号鰍沢口停車場線（西八代郡市川三郷町黒沢）
- 山梨県道9号市川三郷身延線 黒沢バイパス（西八代郡市川三郷町黒沢）
- 山梨県道403号甲斐岩間停車場西島線（西八代郡市川三郷町岩間・岩間交差点）
- 山梨県道403号甲斐岩間停車場西島線（西八代郡市川三郷町岩間・甲斐岩間駅入口交差点）
- 山梨県道43号六郷インター線（西八代郡市川三郷町岩間）
- 山梨県道43号六郷インター線（西八代郡市川三郷町鴨狩津向）
- 山梨県道405号割子切石線（南巨摩郡身延町三澤）
- 山梨県道414号山保久那土線（南巨摩郡身延町三澤）
- 山梨県道404号古関割子線（南巨摩郡身延町車田）
- 国道300号（南巨摩郡身延町北川）
- 山梨県道419号甲斐常葉停車場線（南巨摩郡身延町常葉）
- 山梨県道415号湯之奥上之平線（南巨摩郡身延町上之平）
- 国道300号（南巨摩郡身延町波高島）
- E52 中部横断自動車道（南巨摩郡身延町・下部温泉早川インターチェンジ）
- 山梨県道10号富士川身延線（南巨摩郡身延町丸滝・身延橋東詰交差点）
- 山梨県道813号光子沢大野線（南巨摩郡身延町大野・身延橋西詰交差点）
- 山梨県道804号身延線（南巨摩郡身延町梅平・身延立体東交差点）
- 国道52号（南巨摩郡身延町梅平・身延立体北交差点、終点）

黒沢バイパス
- 山梨県道4号市川三郷富士川線（南巨摩郡富士川町駅前通、起点）
- 山梨県道9号市川三郷身延線（西八代郡市川三郷町黒沢）

### 沿線にある施設など
- 鰍沢口駅
- 黒沢郵便局
- 市川三郷町立市川南小学校
- 市川三郷町立市川南中学校
- 落居駅
- 市川三郷町立六郷中学校
- 市川三郷町立六郷小学校
- 市川三郷町役場　六郷庁舎
- 甲斐岩間駅
- 峡南郵便局
- 久那土駅
- 山梨県立峡南高等学校
- 身延町立久那土中学校
- 身延町立久那土小学校
- 久那土郵便局
- 下部温泉駅
- 波高島駅
- 塩之沢駅
- 身延町立大河内小学校